# Adainville
Adainville är en kommun i departementet Yvelines i regionen Île-de-France i norra Frankrike. Kommunen ligger i kantonen Houdan som tillhör arrondissementet Mantes-la-Jolie. År 2022 hade Adainville 647 invånare.

## Befolkningsutveckling
Antalet invånare i kommunen Adainville
| Referens: INSEE |